# Sasanidski arheološki krajolik regije Fars
Sasanidski arheološki krajolik regije Fars je naziv za 8 arheoloških sasanidskih lokaliteta u iranskoj pokrajini Fars koje je UNESCO upisao na popis mjesta svjetske baštine u Aziji 2018. godine jer „odražavaju optimalnu upotrebu prirodne topografije i svjedoči o utjecaju Ahemenida, Partske kulturne tradicije i rimske umjetnosti koje su značajno utjecali na arhitekturu i umjetničke stilove islamskog doba”. Nalaze se na tri zemljopisna dijela jugoistočne iranske provincije Fars: Firuzabad, Bišapur i Sarvestan. Ove utvrđene građevine, palače i gradske mreže potječu od najstarijih i najkasnijih vremena Sasanidskog Carstva, koje se protezalo diljem regije od 224. do 658. godine. Među ovim nalazištima je glavni grad utemeljitelja dinastije Ardašira Papakana, kao i gradske i arhitektonske strukture njegovog nasljednika Šapura I.
Na mjestu drevnog grada Gura, osnivač Sasanidskog Carstva Ardašir I. dao je sagraditi novi glavni grad, koji je bio poznat pod nazivima Hor-Ardašir, Ardašir-Hure, te Šari-Gur. Grad je imao kružni tlocrt, tako precizan da je perzijski povjesničar Ibn Balhi napisao kako je „građen uz pomoć kompasa“. Oko gradskih zidina protezao se jarak promjera 2 km, odnosno 50 metara širine. Pristup se vršio s četiri gradskih vrata; Hormuz vratima na sjeveru, Ardašir vratima na jugu, Mitra vratima na istoku, te Bahram vratima na jugu. Kraljevski dijelovi grada nalaze se na središnjem dijelu u obliku kruga promjera oko 900 m. 

## Popis lokaliteta
| Slika | Ime                                                     | Gpdina | Lokacija  | Koordinate                                    | Odlike |
| ----- | ------------------------------------------------------- | ------ | --------- | --------------------------------------------- | --- |
|       | Kale-Dohtar (perzijski: دژ دختر‎, „Djevin dvorac”)       | 209.   | Firuzabad | 28°55′15″S 52°32′14″E / 28.92083°S 52.53722°E | Na strmim planinskim padinama oko šest kilometara sjeverno od Firuzabada nalazi se sasanidski dvorac Kale-Dohtar koji je dao izgraditi veliki kralj Ardašir I. Građevina je imala moćne fortifikacije, dok se kraljeva palača sastojala od brojnih nadsvođenih dvorana i kupola, karakterističnih za iransku arhitekturu tog doba. Građena je uglavnom od kamena i morta, dok su zidovi imali prevlake od žbuke koje su davale gladak i elegantan izgled, a pretpostavlja se kako su bile i oslikani ornamentima i crtežima. Neposredno ispod dvorca nalaze se i ruševine sasanidskog mosta.                                                                           |
|       | Ardaširov krunidbeni reljef                             | 209.   | Firuzabad | 28°54′59″S 52°32′14″E / 28.91639°S 52.53722°E | |
|       | Pobjednički reljef Ardašira I.                          | 209.   | Firuzabad | 28°54′35″S 52°32′27″E / 28.90972°S 52.54083°E | |
|       | Ardaširov toranj ili Minaret Firuzabada (مناره شهر گور‎) | 3. st. | Firuzabad | 28°51′7″S 52°31′57″E / 28.85194°S 52.53250°E  | U samom središtu grada Ardašir-Hure (Gur ili Firuzabad) nalazio se zoroastrijski hram vatre od 30 m visine i spiralnog oblika s četverokutnim tlocrtom, koji se smatra arhitektonskim prethodnikom Velikoj Džamiji u Samarri. |
|       | Ardaširova palača (دژ اردشير پاپکان)                    | 224.   | Firuzabad | 28°53′52″S 52°32′21″E / 28.89778°S 52.53917°E | Palaču, površine 104 x 55 m, je kralj Ardašir izgradio na obronku planine na kojoj se nalazi Kale-Dohtar, 2 km sjeverno od drevnog grada Gora. Ulazna dvorana i dvije prateće dvorane palače bile su pokrivene kupolama. Vanjski zidovi nisu imali prozore, ali su sadržavali istaknute stupove poput kupola. Glavni ulaz je bio uokviren ajvanom visine 18 m. Palača je podignuta iznad jezerca koje je napajao prirodni izvor, oko kojega je nastao perzijski vrt. |
|       | Bišapur (بیشاپور‎)                                       | 266.   | Bišapur   | 29°46′38″S 51°34′14″E / 29.77722°S 51.57056°E | Grad je osnovao Šapur I. na drevnoj cesti koja je spajala Persis i Elam, odnosno sasanidske prijestolnice Istahr i Ktezifont. Bišapur je prvi perzijski grad s pravilnom mrežom ulica i ukrasnim mozaicima što su preuzeli iz starorimske umjetnosti. U blizini grada se nalazi utvrda s isklesanim cisternama i šest sasanidskih reljefa u stijeni, smješteni u klancu rijeke. Reljefi slave njegove pobjede nad Rimskim Carstvom. Jedan od njih ima naracijske redove s nizovima vojnika i konja, namjerno oponašajući Trajanov stup u Rimu. U njegovoj blizini nalazi se i monumentalni Šuštarski hidraulički sustav kojega su izgradili zarobljeni rimski vojnici. |
|       | Šapurova špilja (غار شاپور‎)                             | 209.   | Bišapur   | 29°48′25″S 51°36′47″E / 29.80694°S 51.61306°E | Nalazi se 6 km od Bišapura i ima pet unutarnjih terasa. Na četvrtoj nalazi se kolosalna skulptura Šapura I. isklesana iz jedinstvenog stalagmita. Visoka je 6,7 m i ramena su joj široka 2 m, no ruke su joj otpale, ali postoje zapisi da su bile duge 3 m. Vjeruje se kako se u špilji nalazi grobnica ovog kralja. |
|       | Sarvestanska palača (کاخ ساسانی سروستان‎)                | 5. st. | Sarvestan | 29°11′44″S 53°13′52″E / 29.19556°S 53.23111°E | Palaču je izgradio kralj Bahramgur (vl. 420. – 438.) u Sarvestanu, 90 km jugoistočno od Širaza. Iako ju nazivaju palačom, vjerojatnije je bila guvernerova rezidencija ili zoroastrijski hram vatre. Zgradu s juga krase tri ajvana od kojih središnji vodi u četvrtastu dvoranu nadsvođenu velikom kupolom od opeke. Iz nje se dolazi do središnjeg kvadratnog dvorišta oko kojega su stambene prostorije. Dvorište je također povezano s ostale tri strane palače i vjerojatno je bilo raskošno ukrašeno |

## Poveznice
- Šuštarski hidraulički sustav
- Perzijska umjetnost